# Pueblo simbari
El pueblo simbari, también conocido como Simbari Anga, o por el nombre que Gilbert Herdt les dio, Sambia, son una tribu que vive en las montañas, se dedica a la caza y la horticultura y que habita en los márgenes de la Provincia de las Tierras Altas Orientales de Papúa Nueva Guinea.
Los simbari son conocidos por los antropólogos culturales por su práctica histórica de «homosexualidad ritualizada» y sus prácticas de ingestión de semen entre niños púberes. La práctica tiene su origen en la creencia simbari de que el semen es necesario para el crecimiento masculino. Esta práctica no ha parecido afectar a la orientación sexual masculina de su comunidad. Casi todos los hombres están contentos de tener relaciones con mujeres una vez que se les permite. Una pequeña minoría de hombres permanecen solteros y continúan manteniendo relaciones homosexuales, siendo considerados inusuales y ridiculizados por otros miembros de la tribu. En las últimas décadas, las prácticas tradicionales como la inseminación de varones y una visión jerárquica y antagónica hacia las mujeres han terminado tras la escolarización y las relaciones más igualitarias entre hombres y mujeres.
El pueblo simbari habla la lengua simbari,: 37  una lengua transneoguineana perteneciente a la rama angana.

## Prácticas y creencias tradicionales

### Iniciación
Se cree que el inicio de esta práctica comenzaba cuando los niños eran separados de sus madres a los siete años de edad. Este proceso no siempre era voluntario y podía implicar amenazas de muerte. Los niños eran golpeados y apuñalados con palos en las fosas nasales para provocar su sangrado. En la siguiente etapa, los niños eran golpeados con ortigas. Luego se vestía a los niños con ropas rituales y se les obliga a chupar flautas rituales. Después se llevaba a los niños a un templo, en el que adolescentes bailaban frente a ellos haciendo gestos sexuales. Una vez que oscurecía, los niños eran llevados a la pista de baile, donde se esperaba que realizaran una felación a los adolescentes.

### Ritos de paso masculinos[9]
1. Maku: Este es el primer rito de iniciación para los chicos. En esta etapa son separados de sus madres y participan en sangrías (donde se insertan palos largos en sus fosas nasales para hacerlos sangrar), liberándolos así de la presencia de sus madres. El Pueblo Simbari no cree que los hombres nazcan con semen y por eso, durante Maku, los niños realizaban las felaciones. También se les exige que sigan una dieta estricta durante este período, que tiene lugar entre los 7 a los 10 años.
2. Imbutu: esta etapa está llena de camaradería, vínculos masculinos y recompensas por superar el primer conjunto de ritos.
3. Ipmangwi: Durante esta etapa, los niños comienzan su adolescencia y ya no necesitan participar en prácticas sexuales. También aprenden sobre los roles de género y a tener relaciones sexuales. Una vez que han aprendido esto, buscan una esposa y se casan durante esta etapa. También dura tres años, entre los 13 y los 16 años.
4. Nupusha: Durante esta etapa, los hombres se casan y tienen relaciones sexuales. Esta etapa ocurre solo después de haber completado las demás y solo puede ocurrir a partir de los 16 años.
5. Taiketnyi: Los hombres se someten nuevamente a una sangría durante, ya que sus esposas tienen su primer ciclo menstrual como mujeres casadas.
6. Moondung: Durante esta etapa las mujeres dan a luz a su primer hijo. Este es el paso final y significa la finalización de los ritos de paso. Ahora pueden considerarse hombres adultos y respetables.

### Roles de género y sexualidad
El Pueblo Simbari cree en la necesidad de los roles de género dentro de su cultura. Las relaciones entre hombres y mujeres de todas las edades son complejas, con muchas reglas y restricciones. Por ejemplo, a los niños los separan de sus madres a los siete años para privarlos de contacto con ellas. El ritual de la sangría se realiza con el objetivo de liberarlos de la sangre de su madre, que se considera contaminada. Esta separación se debe al miedo de los hombres hacia las mujeres, ya que desde pequeños se les enseña sobre la capacidad que tienen las mujeres para emascular y manipular a los hombres. Las mujeres poseen lo que los simbari llaman un tingu, a través del cual utilizan sus habilidades de manipulación. Para combatir la brujería de las mujeres, los hombres pasan por ritos de paso en los que aprenden a tener relaciones sexuales con mujeres de forma segura sin ser metafóricamente atrapados. Las mujeres también están separadas de los hombres mientras menstruan. Durante este tiempo, permanecen en la «cabaña de la menstruación» debido a la creencia de que los poderes de las mujeres se fortalecen durante este tiempo.
A los niños prepúberes se les exige que practiquen felaciones a adolescentes e ingieran su semen porque se cree que «sin esta 'leche masculina' no podrán madurar de la forma adecuada». Al llegar a la edad adulta, los hombres se casan y mantienen una vida heterosexual, exigiendo inicialmente a sus parejas que practiquen sexo oral y más tarde mantengan relaciones sexuales que incluyan la penetración vaginal. Es poco frecuente ver una conducta homosexual más allá de este punto.

## Modernización
En 2006 Gilbert Herdt actualizó sus estudios sobre los simbari con la publicación de Los Simbari: Ritual, Sexualidad y Cambio en Papúa Nueva Guinea. Señaló que en la década anterior el pueblo Simbari había tenido una revolución sexual. «Pasaron de la segregación absoluta de género y los matrimonios concertados, con una iniciación ritual universal que controlaba el desarrollo sexual y de género e imponía la práctica radical de la inseminación de niños, al abandono de esta iniciación. Ahora niños y niñas adolescentes se besan y se cogen de la mano en público, concertando sus propios matrimonios y construyendo casas cuadradas con una sola cama para los recién casados, un cambio revolucionario».
Varios factores han contribuido a la lenta decadencia y posterior abandono de los rituales tradicionales, seguidos por cambios revolucionarios en la expresión sexual entre los simbari. En la década de 1960, el cese forzoso de la guerra tribal perpetua en Papúa Nueva Guinea por parte del gobierno australiano finalmente condujo a una alteración significativa de la identidad masculina y de la cultura guerrera que durante mucho tiempo había sustentado sus rituales de iniciación. La inmigración que comenzó a fines de la década de 1960 también contribuyó al cambio, ya que los miembros de las tribus comenzaron a abandonar las tierras altas para trabajar en las plantaciones costeras de cacao, copra y caucho. Esto expuso a los simbari al mundo exterior, a la comida rápida, el alcohol, la prostitución, los productos occidentales y el dinero. Con el paso del tiempo este cambio contribuiría a las ideas del romance y el matrimonio como dos personas iguales en lugar del modelo antagónico jerárquico tradicional.
En la década de 1970 en el valle del pueblo Simbari se crearon escuelas, tanto gubernamentales como de misioneros. Con bastante rapidez, informa Herdt, «las escuelas comenzaron a desplazar la iniciación como medio principal para acceder a puestos valiosos dentro de la sociedad en expansión». La educación era mixta, lo que no solo aumentaba la posición social de las mujeres, sino que, por primera vez en la sociedad simbari, los géneros se mezclaban en un espacio íntimo antes del matrimonio. El creciente contacto con el mundo exterior condujo a la aparición de bienes materiales que socavaron la economía local y la masculinidad tradicional, que ya no se lograba mediante la producción de bienes locales (como arcos y flechas).
Las misiones cristianas también contribuyeron al cambio mediante la introducción de escuelas, bienes materiales y alimentos extranjeros. Los misioneros predicaron contra los chamanes, la práctica de la poligamia y las iniciaciones de los niños, avergonzando a los ancianos simbari que todavía defendían estas prácticas consideradas tradicionales. Los misioneros adventistas del séptimo día tuvieron una fuerte presencia entre los simbari, introduciendo restricciones dietéticas levíticas que alteraron dramáticamente la dieta indígena, ya que los cerdos y las zarigüeyas pasaron a ser considerados animales inmundos y dejaron de ser cazados. De esta manera, una de las principales actividades sociales y políticas de los hombres simbari, la caza, fue abolida entre los conversos adventistas.
Todos estos avances contribuyeron a la revolución sexual entre los simbari: el cese de la guerra, los cambios en las oportunidades para las mujeres a través de la escolarización y la exposición al mundo exterior con sus costumbres, a través de la inmigración, el nuevo gobierno y los misioneros. También fueron factores contribuyentes los cambios en la economía en los bienes comerciales, la adquisición de alimentos y el cese de una actividad social (la caza) que fueron sustituidos por una nueva industria (los cafetos) que cambió los roles tradicionales de género (hombres: caza, mujeres: agricultura) de modo que hombres y mujeres ahora pasaron a ser compañeros de trabajo, quizás «la primera vez en la historia de Simbari que se ha intentado la cooperación entre sexos». Todo esto preparó el escenario para el surgimiento en los años 1990 del «matrimonio por amor», en el que los jóvenes elegían a sus propias parejas sin necesidad de pasar por una separación forzada de la familia ni por iniciaciones homosexuales obligatorias (que habían desaparecido en los años 1980) ni de que los padres concertaran los matrimonios.